# Somatochlora meridionalis
Somatochlora meridionalis Nielsen, 1935 je vrsta iz familije Corduliidae. Srpski naziv ove vrste je Šumski zeleni konjić.

## Opis vrste
Trbuh oba pola je metalikzelen, kao i grudi i oči. S bočne, donje strane, na početku trbuha s donje strane postoji žuta šara. Na sredini bočne strane grudi postoji mala, žuta šara koja je i glavna karakteristika ove vrste. Krila su providna, ali je gornji obod oba para krila obojen žuto. Pterostigma je crna. Ova vrsta je karakteristična za Balkansko poluostrvo i centralnu Italiju .

## Stanište
Gotovo uvek tekuće vode. Najčešće potoci i male reke, u dolinama uvek u osenčenim delovima, dok se na većim nadmorskim visinama mogu videti kako lete i van senke. U našoj zemlji uglavnom je nalazimo do 1000 metara nadmorske visine.       

## Životni ciklus
Parenje se odvija u vazduhu. Nakon parenja ženke polažu svoja jaja u potoke. Larveno razviće ima više stupnjeva. Po završetku poslednjeg supnja larve se penju na obalne biljke gde se izležu odrasle jedinke i gde ostavljaju svoju egzuviju.

## Sezona letenja
Sezona letenja traje od juna do avgusta.